# Keltensiedlung am Biberg
Die Keltensiedlung am Biberg lag auf einem Inselberg bei Kehlbach am südwestlichen Rand des Saalfeldener Beckens zwischen Steinernem Meer und den Leoganger Steinbergen im österreichischen Bundesland Salzburg. Der Biberg war eine rund 70 m hohe Kuppe, die in den Jahren von 1927 bis 1957 durch einen Diabas- und Leukoxen-Steinbruchbetrieb nahezu vollkommen abgetragen wurde. 

## Funde
Archäologische Grabungen fanden nicht statt, jedoch wurden Fundobjekte beim Abbau gesammelt und in das Salzburg Museum verbracht, wo sie heute aufbewahrt werden. Das Fundmaterial wird großteils der mittleren und späten Latènezeit (280 v. Chr. bis Christi Geburt) zugeordnet. Den Hauptanteil stellen Bruchstücke von Tonkeramik mit Kammstrichverzierung sowie eiserne Geräte (Äxte, Meißel, Bohrer, Messer, Schmiedewerkzeug). Aus den Funden lässt sich ein intensiver Handelskontakt mit Gebieten südlich des Alpenkammes ableiten.

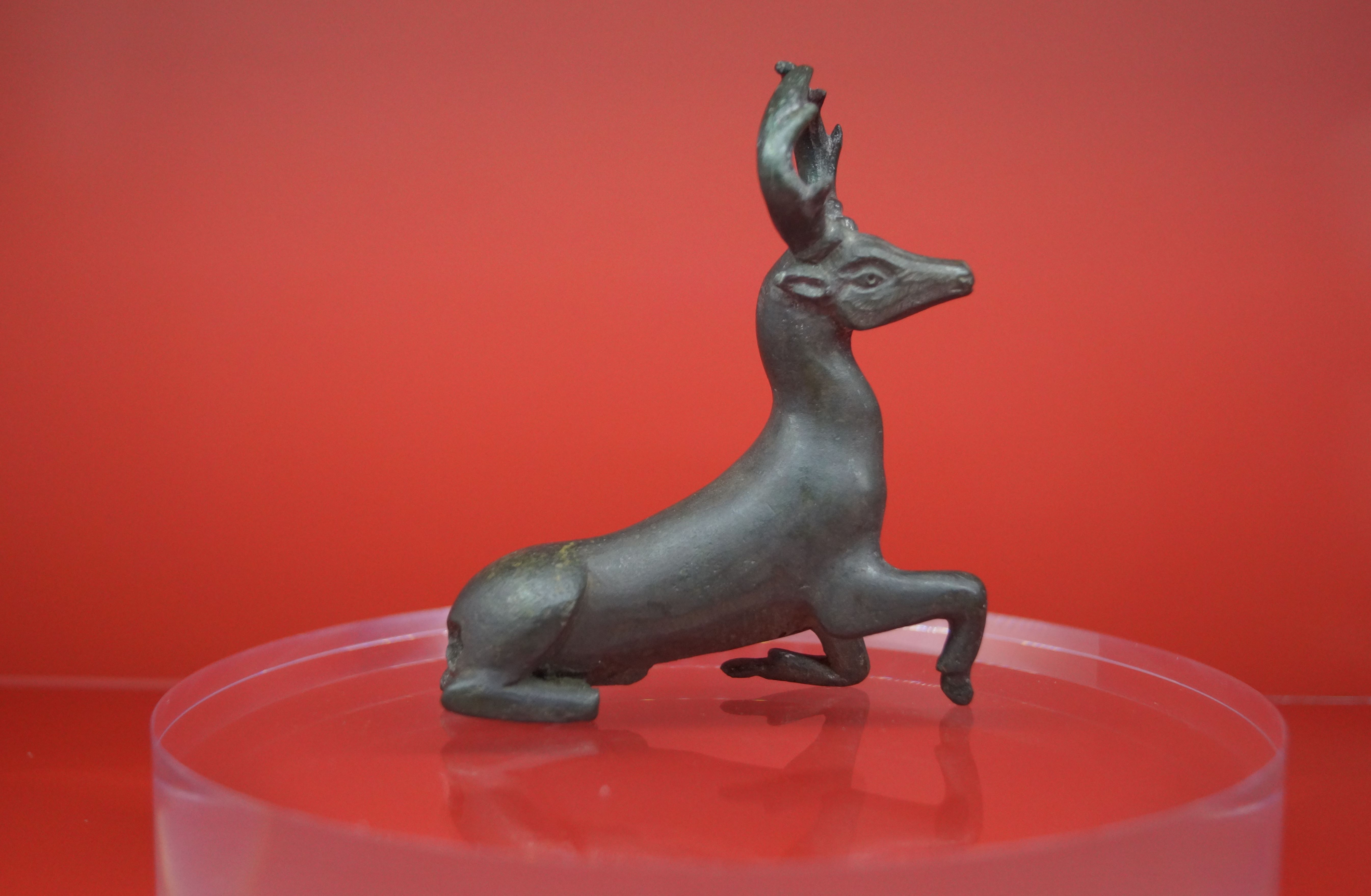
Hirsch vom Biberg, Mittel- und Spätlatenezeit, 275-15 v. C.

Ein herausragender Fund aus dem Jahr 1942 ist der „Hirsch vom Biberg“, eine knapp elf Zentimeter hohe Bronzestatuette aus dem 2. oder 1. vorchristlichen Jahrhundert. Die Figur stellt einen Hirsch dar, der dabei ist sich aufzurichten. Der Prähistoriker Martin Hell erwarb ihn für seine Privatsammlung, nach seinem Tod 1975 kam er ins Salzburg Museum. In der Keltenausstellung 1980 im Keltenmuseum Hallein wurde der Hirsch vom Biberg der Öffentlichkeit präsentiert. Der Hirsch hat ein Geweih mit sechs Enden und ist in liegender Position mit angewinkeltem rechten Vorderbein abgebildet. Ein Loch am Hinterende mit Spuren einer harzartigen Substanz deuten auf einen ursprünglich dort befestigten Schwanz aus Naturhaar (?) hin. Die Höhe der Figur beträgt 10,8 cm. Ob ein Zusammenhang mit dem keltischen Gott Cernunnos besteht, ist ungeklärt. 
Der alpenkeltische Stamm der Ambisonten, dessen Name nur von Inschriften am Tropaeum Alpium bei La Turbie und  in der Stadt auf dem Magdalensberg überliefert ist, hatte vermutlich auf dem Biberg eine Höhensiedlung, die ihr Stammeszentrum war. Die Höhensiedlung wurde wahrscheinlich – als Heiligtum? – bis in die römische Zeit hinein weiterbenützt.

## Weitere historische Bedeutung des Bibergs
Nach der Besetzung des Bibergs durch die Römer wurde der Biberg mit einer Mauer in Form eines Polygons befestigt. Während der Markomannenkriege wurde 175 n. Chr. im Inneren der Anlage ein Turm mit einer Mauerstärke von 1,65 m errichtet. Funde aus dieser Zeit sind erhalten. 
Im Saalfeldener Becken konnte die keltoromanische Bevölkerung die Zeit der Völkerwanderung ungestört überleben. Auch nach der bairischen Landnahme wurde der Biberg besiedelt. 1343 ist hier das Gut der Biburger im Besitz der Herren von Kuchl. Ein Chuntz von Pypurg wird 1437 urkundlich genannt. Angeblich wurden die Steine des Sitzes am Biberg 1811 nach dem Brand von Saalfelden für den Wiederaufbau des Marktes verwendet.